# Colanthura gauguini
Colanthura gauguini är en kräftdjursart som beskrevs av Müller 1993. Colanthura gauguini ingår i släktet Colanthura och familjen Paranthuridae. Inga underarter finns listade i Catalogue of Life.